# Dryomyza simplex
Dryomyza simplex är en tvåvingeart som beskrevs av Friedrich Hermann Loew 1862. Dryomyza simplex ingår i släktet Dryomyza och familjen buskflugor. Inga underarter finns listade i Catalogue of Life.